# Гроссмюнстер
Гроссмюнстер (нім. Grossmünster німецька вимова: [ɡʁoːsˈmʏnstɐ]; «великий мюнстер») — протестантська церква романського стилю, розташована у швейцарському місті Цюрих. Це один з чотирьох головних храмів міста (інші — Фраумюнстер, церква Проповідників та церква Святого Петра). Конгрегація належить до складу Євангельсько-реформатської церкви кантону Цюрих. Нинішню будівлю, розташовану на березі Ліммату, зведено на місці каролінзького храму, який за легендою заснував Карл Великий. Будівництво сучасної структури розпочалося близько 1100 року і завершилося освяченням приблизно 1220 року.
У Середньовіччі Гроссмюнстер слугував монастирською церквою й суперничав за старшинство з Фраумюнстером, розташованим по інший берег Ліммату. Згідно з легендою, Карл Великий заклав Гроссмюнстер, коли його кінь став на коліна над гробницями покровителів Цюриха — святих Фелікса, Регули та Екзуперантія. Цей сюжет підкреслює право Гроссмюнстера на старшинство над Фраумюнстером, який заснував онук Карла Людовик Німецький. Археологічні розкопки також підтвердили наявність на цьому місці римського некрополя.

## Історична значущість

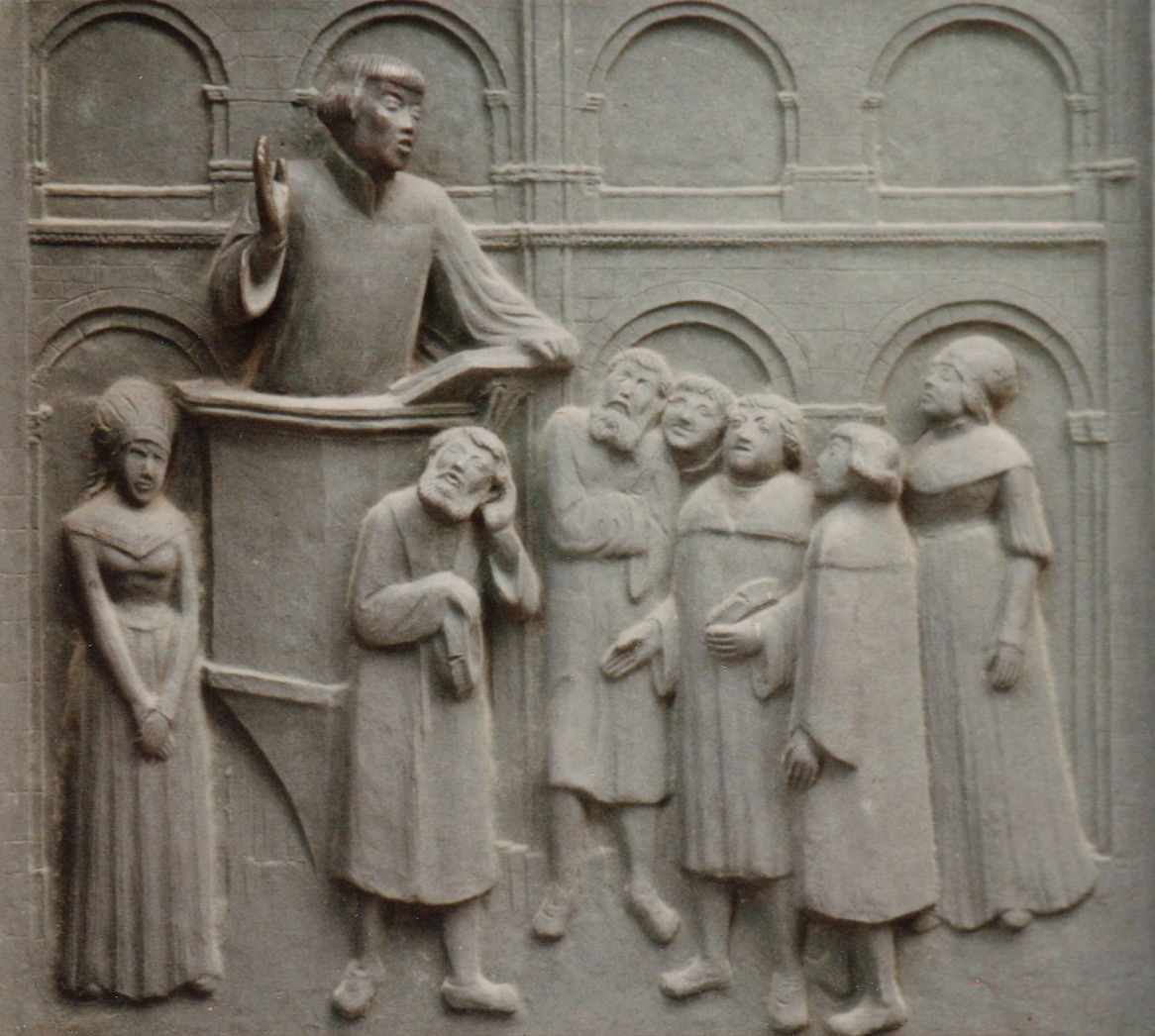
Цвінглі на бронзових дверях роботи Отто Мюнха (1935)

Ульріх Цвінглі розпочав німецько-швейцарську Реформацію зі свого пасторського служіння в Гроссмюнстері, починаючи з 1520 року. У 1523 році він здобув перемогу в серії диспутів під головуванням міського магістрату, що зрештою призвело до офіційного розриву церкви з папством за рішенням місцевої влади. Реформи, які започаткував Цвінглі й продовжив його наступник Генріх Буллінгер, визначили стриманий вигляд інтер'єру храму. У 1524 році іконоборці ліквідували орган і зняли релігійну скульптуру. Відмова від Великого посту, заміна меси новими формами богослужіння, скасування целібату для духовенства, дозвіл на вживання м'яса в піст, упровадження семирічного циклу читань із Нового Заповіту, заборона церковної музики та низка інших нововведень зробили Гроссмюнстер одним із ключових осередків Реформації й безпосереднім початком німецько-швейцарського реформатського руху.

## Архітектура

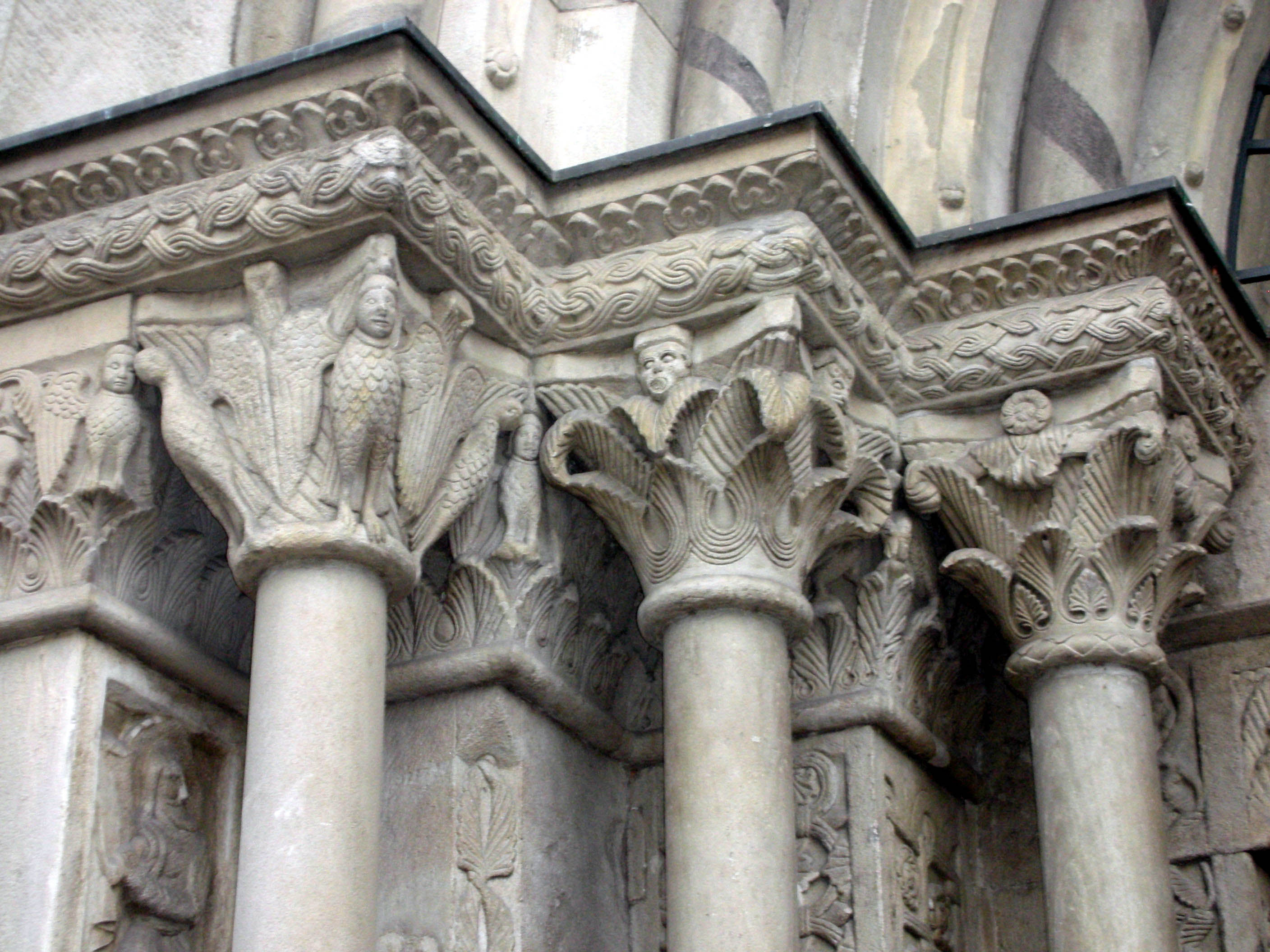
Капітелі з гаргулями на великому південному порталі

Вежі-близнюки Гроссмюнстера вважають одним із найвпізнаваніших символів Цюриха. За стилем храм належить до романського напрямку — першої пан'європейської архітектурної течії після імператорської римської архітектури. Фасад прикрашає великий різьблений портал із середньовічними колонами та гаргулями на капітелях, а підземна крипта датується XI—XIII століттями.
Для будівництва використовували боллінгенський пісковик. Перші дві вежі зведено в 1487—1492 роках. Спочатку вони мали високі дерев'яні шпилі, які згоріли 1763 року; після пожежі в архітектурі додали неоготичні завершення (закінчені 1787). Ріхард Вагнер жартома порівнював вигляд собору з двома перечницями. У 1932 році вмонтували сучасні вітражі швейцарського художника Аугусто Джакометті, а в 1935 та 1950 роках у північному й південному порталах встановили декоративні бронзові двері роботи Отто Мюнха.
У клуатрі розташовано Музей Реформації, а в прибудові до нього діє Теологічна школа Цюрихського університету.

## Клуатр
Клуатр колишнього канонічного капітула Гроссмюнстера датується кінцем XII століття н. е. Він належав братству каноніків (Chorherrenstift), яке було скасоване 1832 року, а на його місці відкрили дівочу гімназію Каролінум. Клуатр було розібрано й під час реконструкції інтегровано в нову споруду: будівля відтворює автентичні архітектурні елементи, водночас містить численні сучасні інтерпретації.
У 2009 році клуатр відреставрували: очистили пісковикові деталі та за співпраці з фондом ProSpecieRara оновили внутрішній сад. Підбір культурних й історичних декоративних рослин саду натхненний працями природознавця й полімата Конрада Геснера, останки якого спочивають у клуатрі.

## Поховання
- Святі Фелікс і Регула
- Конрад Геснер
- Петро Мартир Вермільї

## Галерея

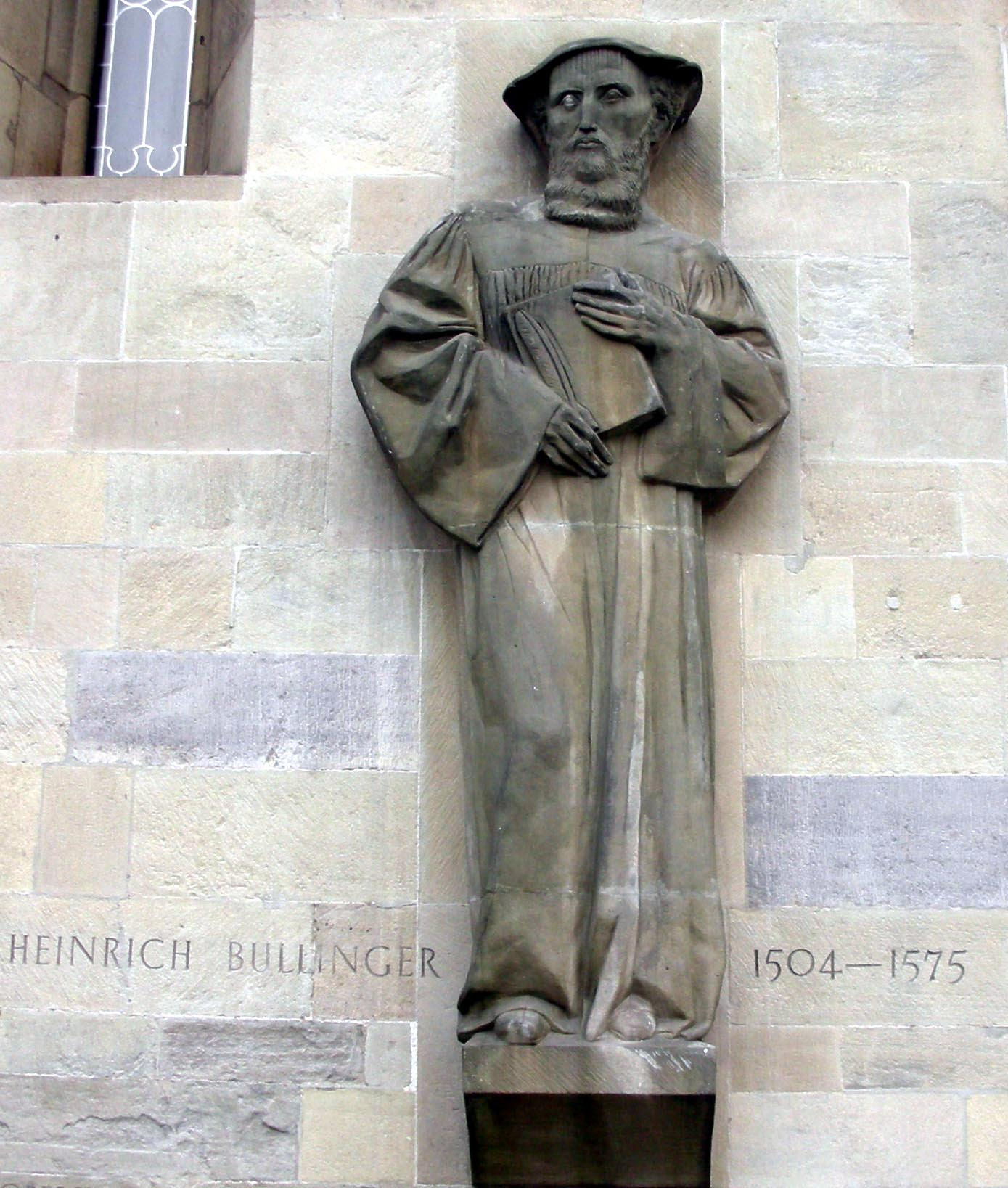
Барельєф Генріха Буллінгера на південній зовнішній стіні
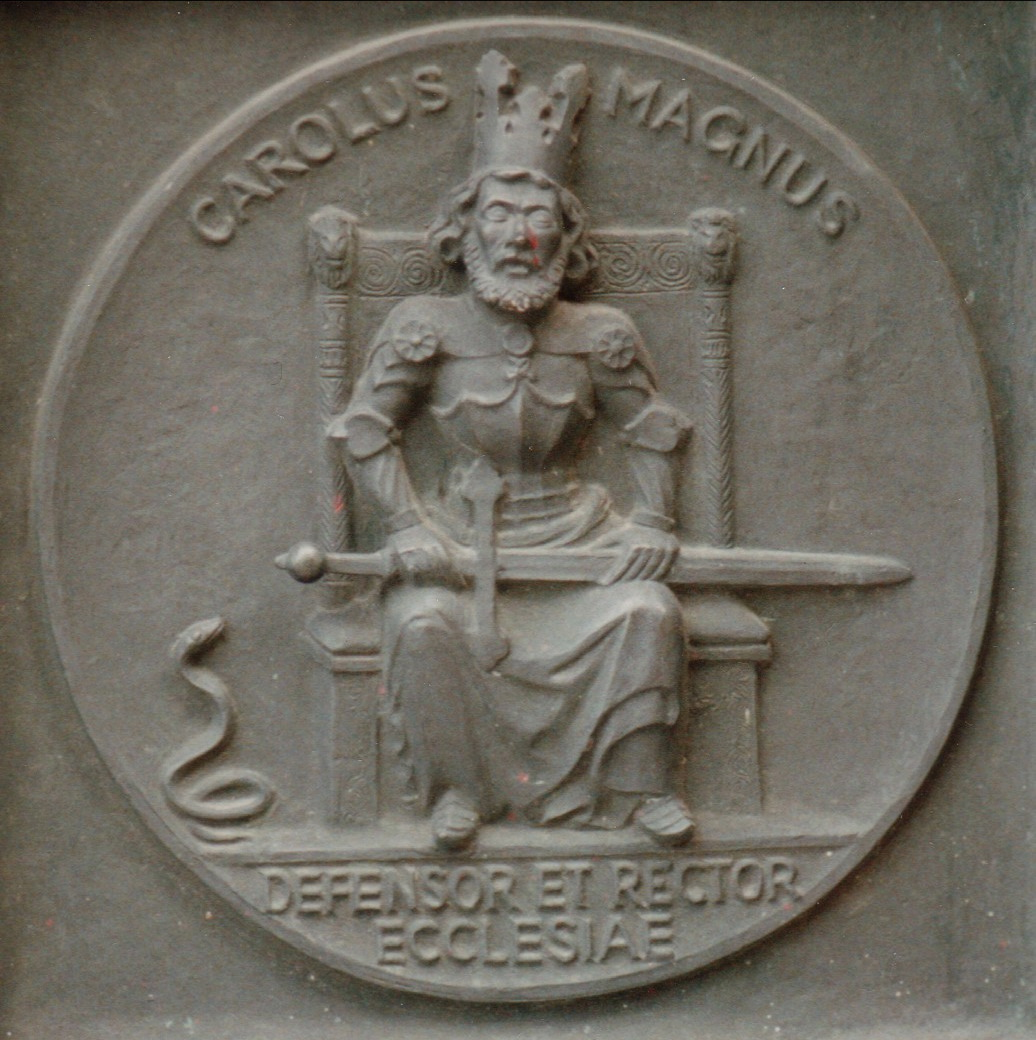
Карл Великий на бронзових дверях роботи Отто Мюнха (1935)
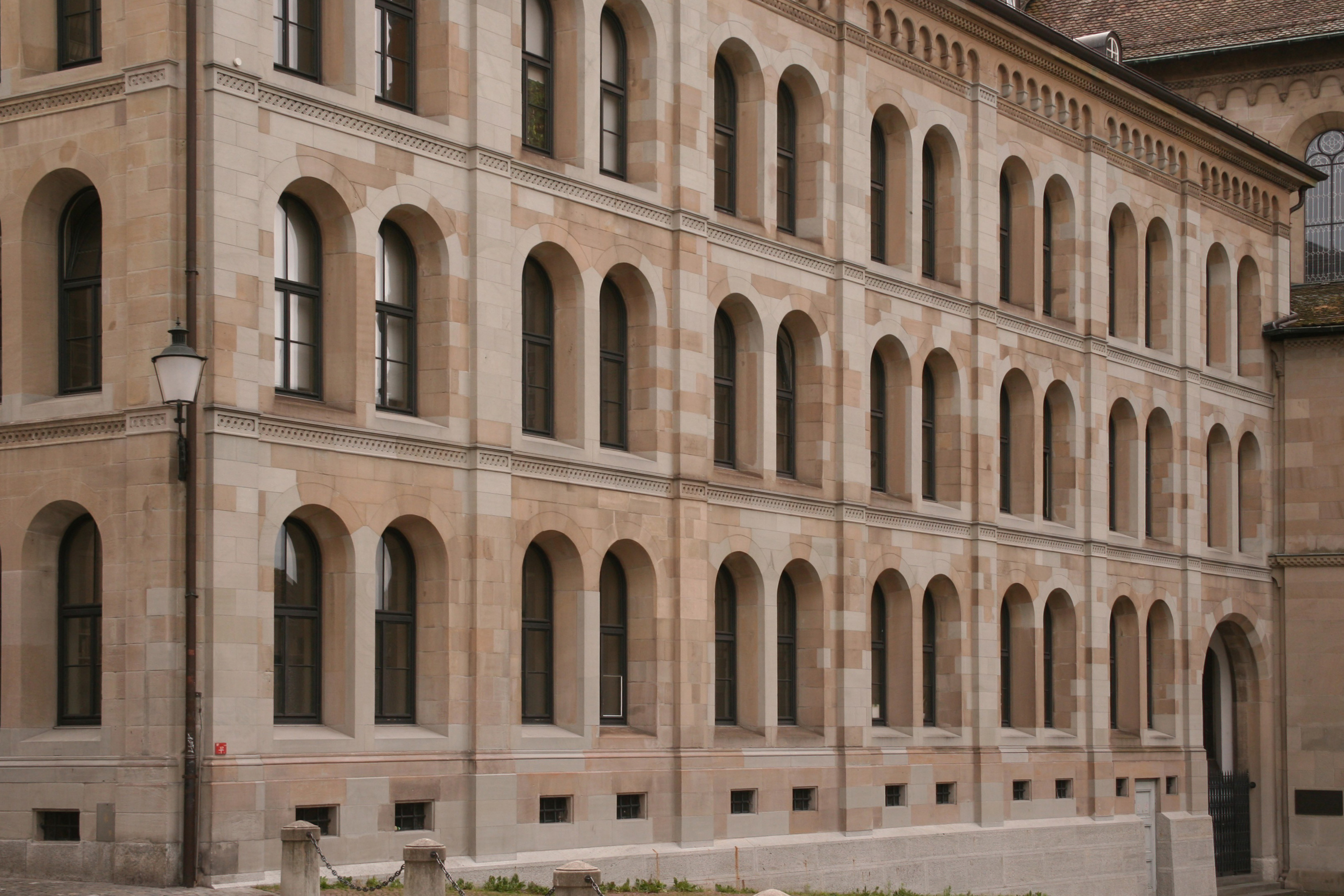
Фасад монастирської будівлі, у якій нині розташований теологічний факультет Цюрихського університету
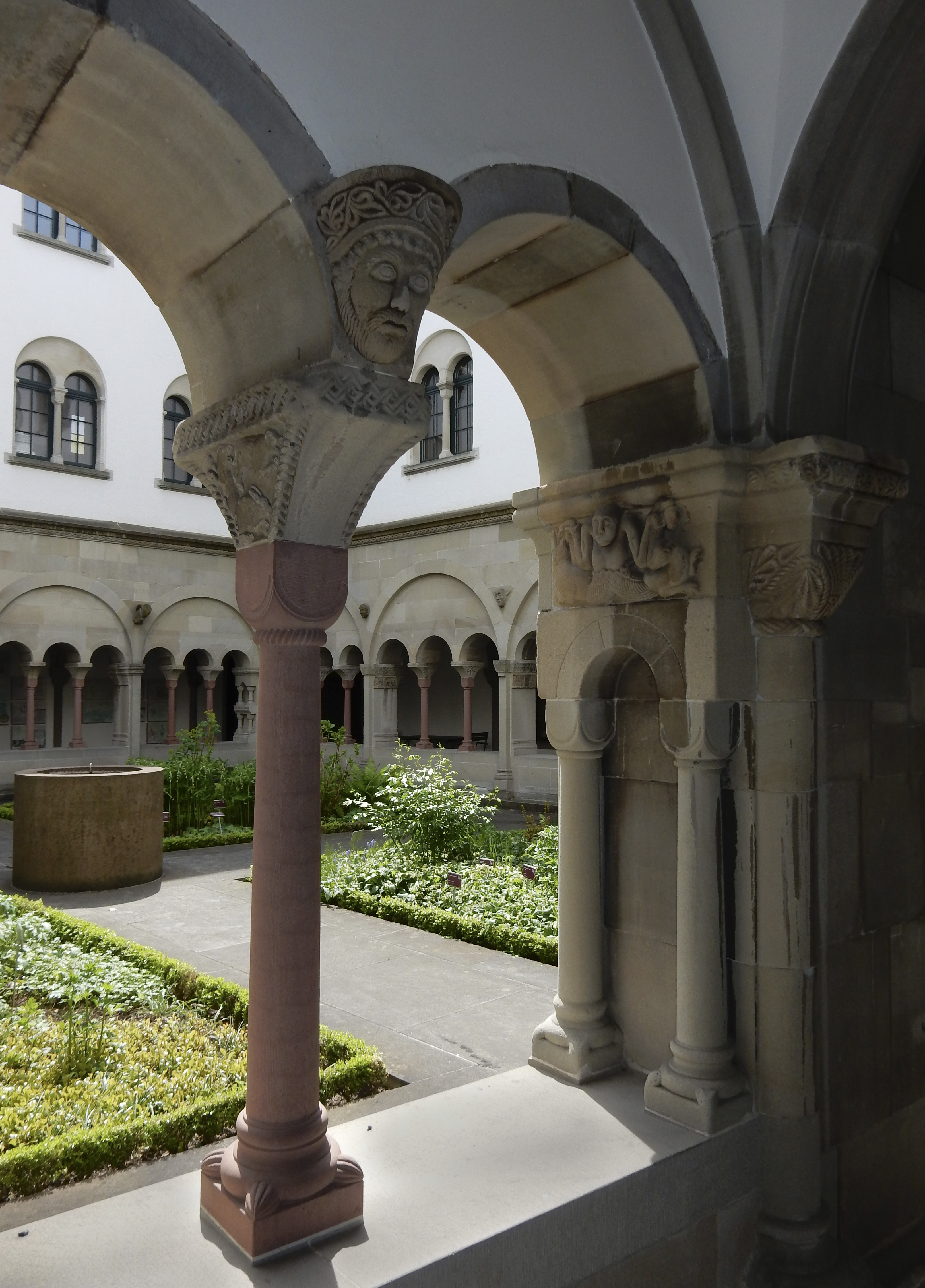
Клуатр
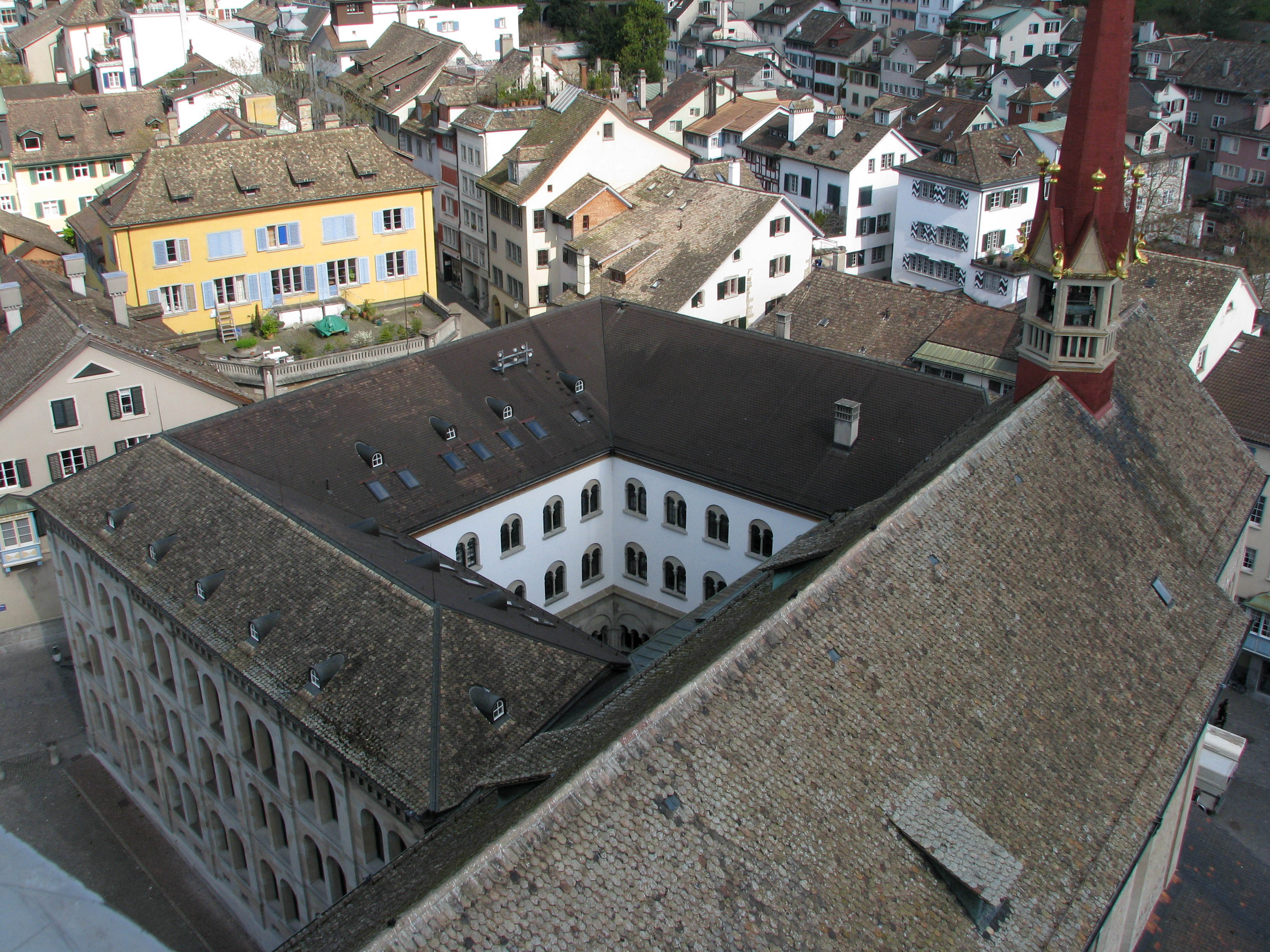
Та ж будівля, вид з Карлстурму
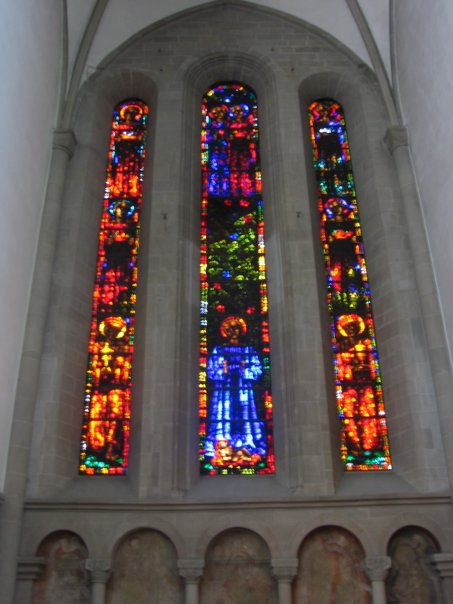
Вітражі швейцарського художника Аугусто Джакометті, додані 1932 року
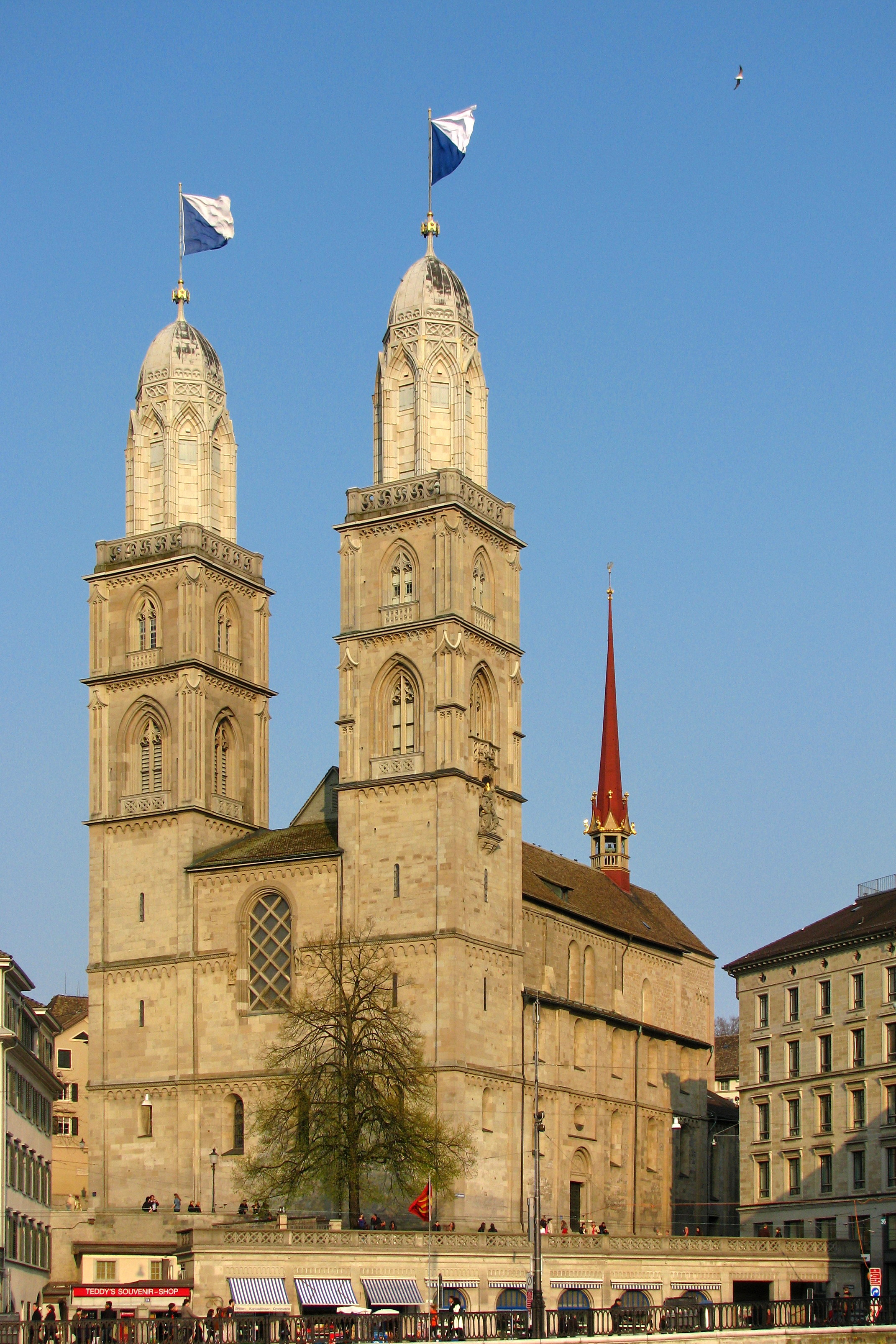
Гроссмюнстер, вид з Мюнстергофу
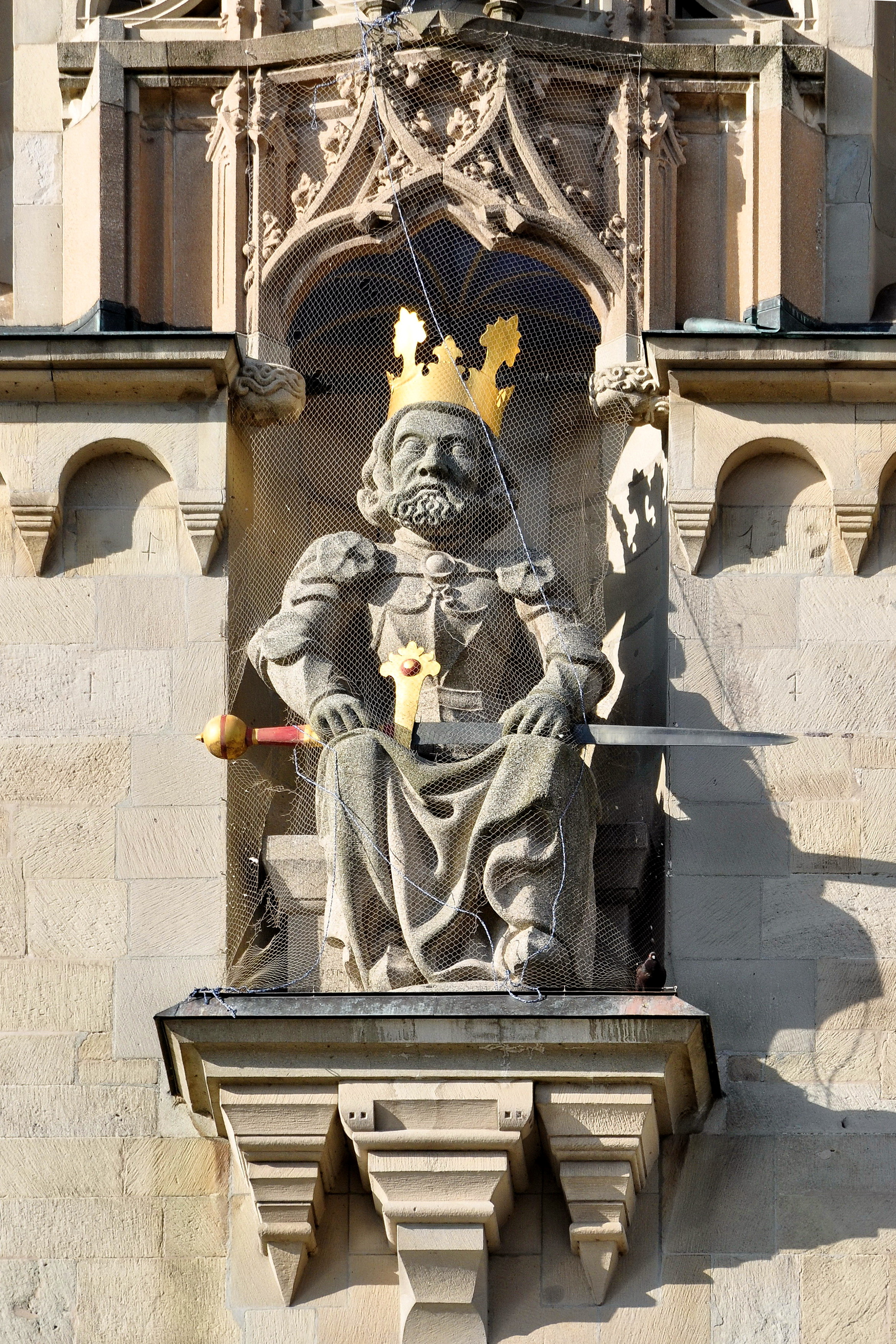
Карл Великий «сидить» на південній вежі, так званому Карлстурмі
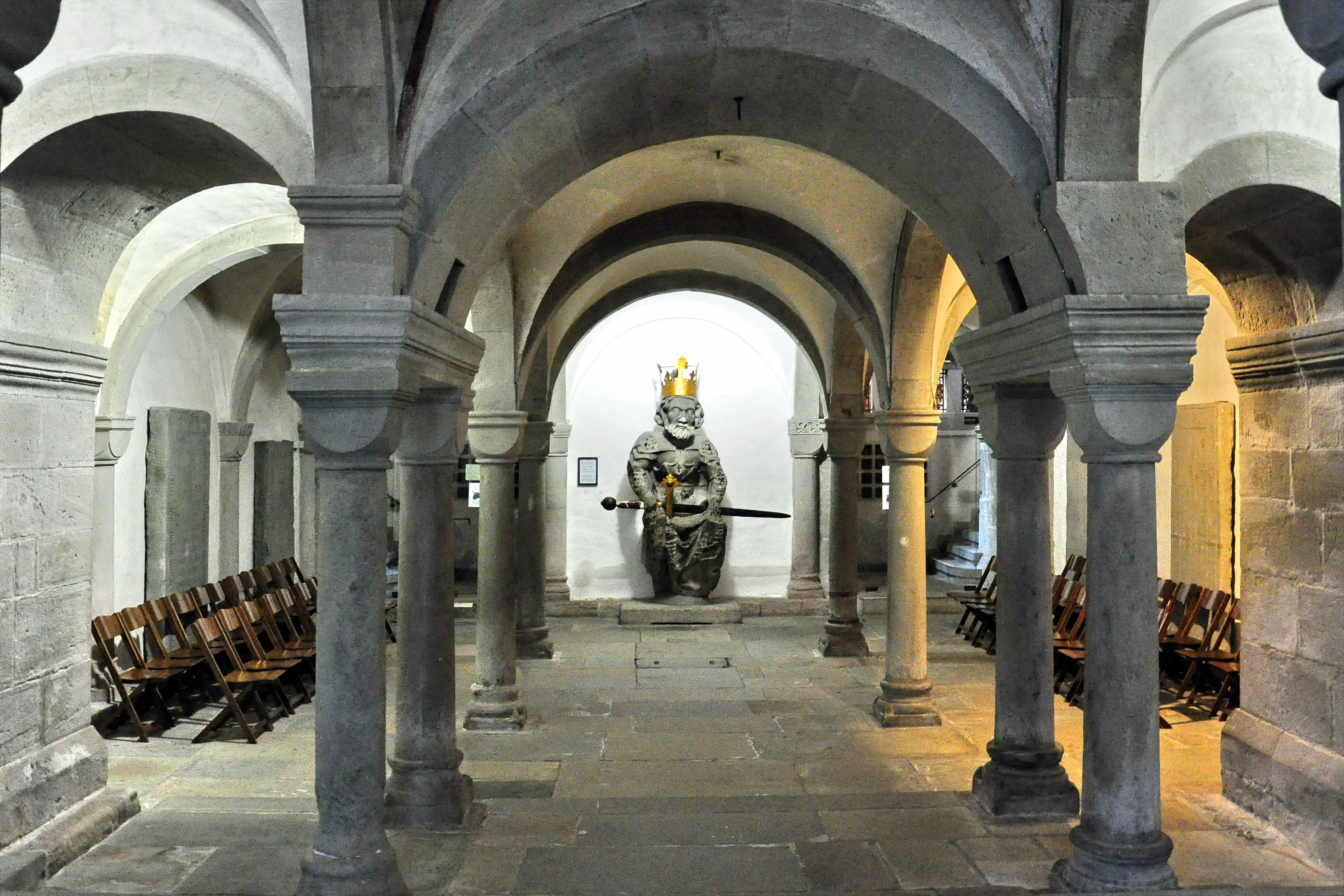
Крипта з автентичною статуєю Карла Великого (XV століття)
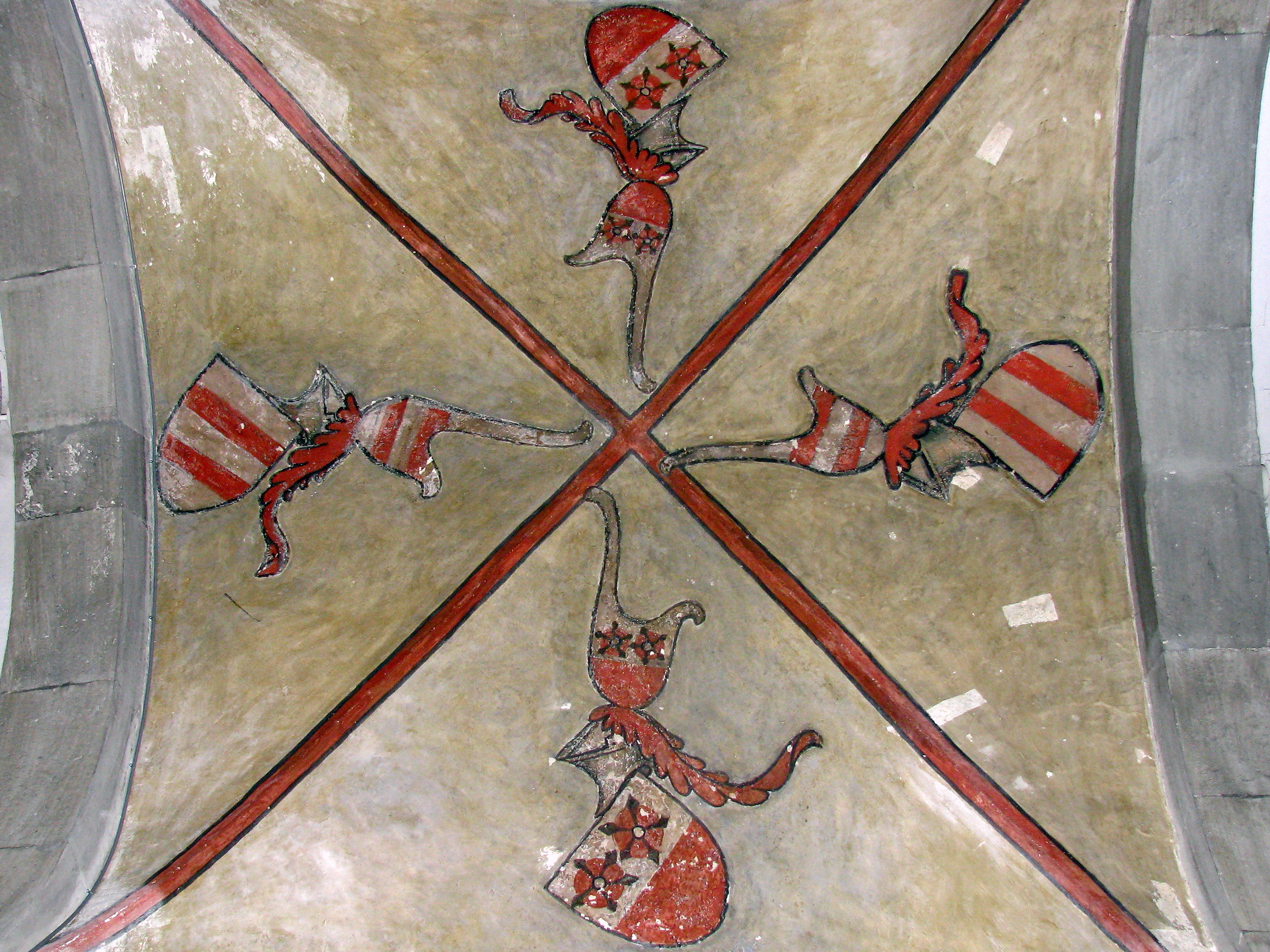
Крипта, геральдика
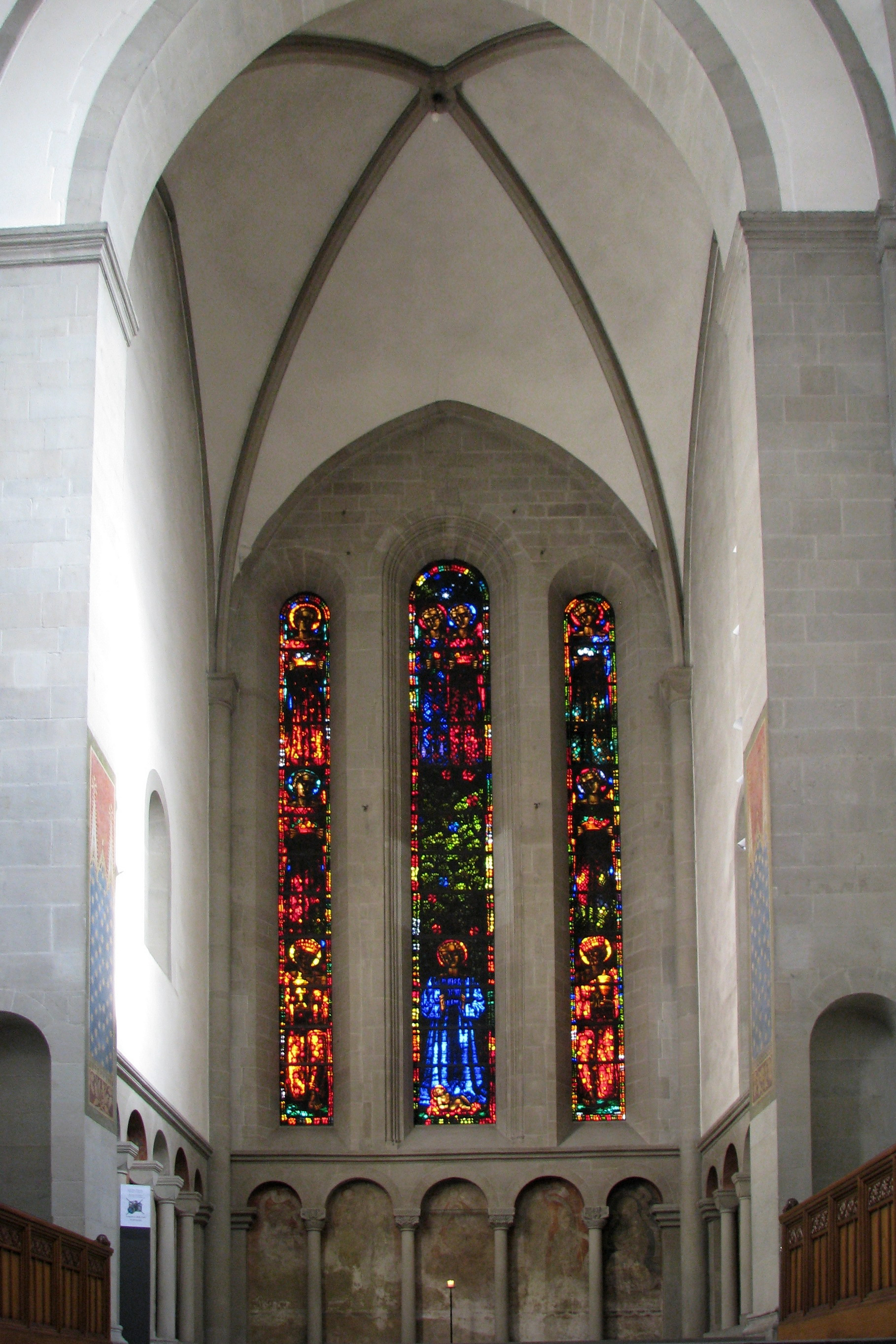
Нава та вітражі Аугусто Джакометті
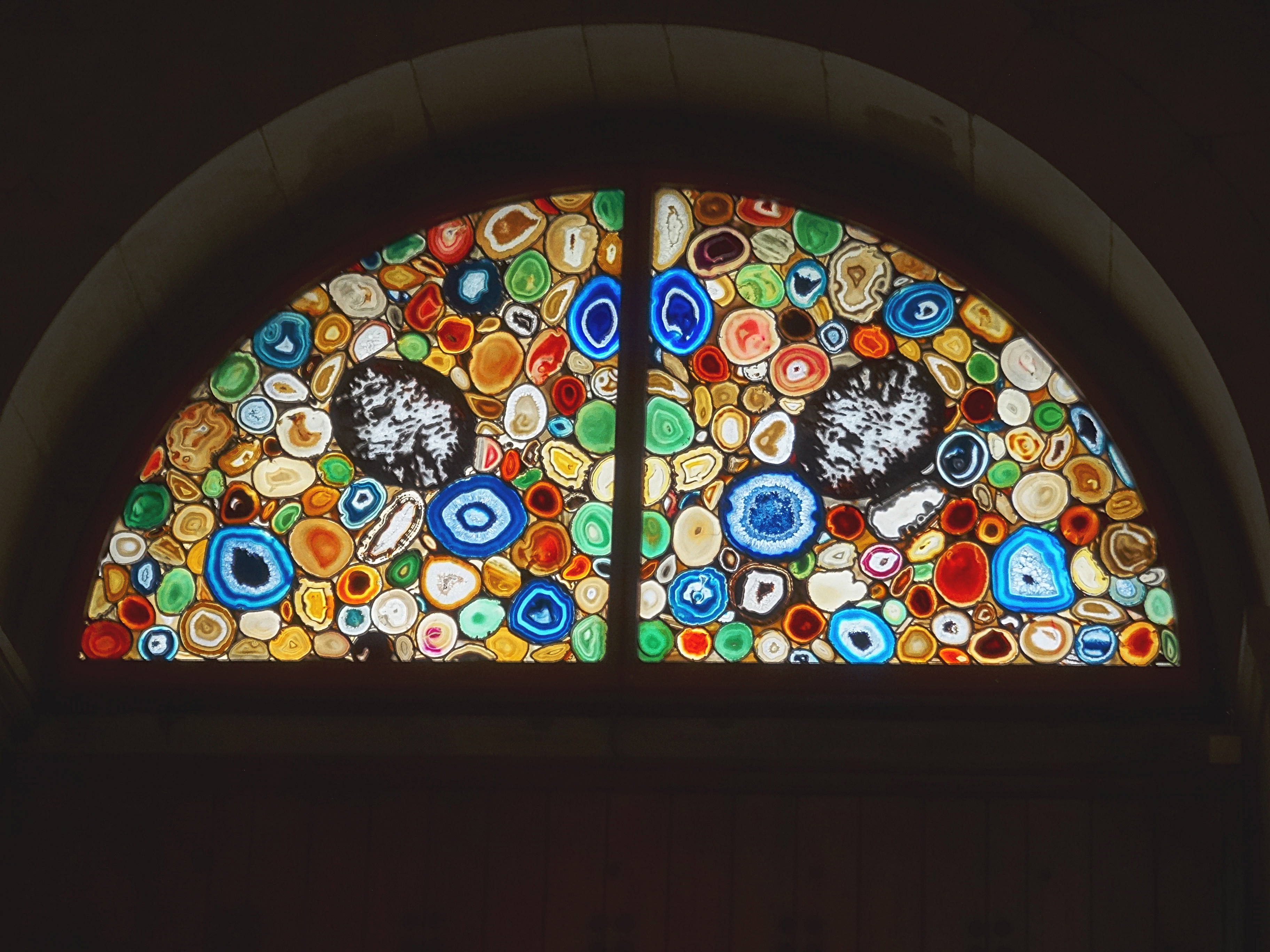
Вітражі, створені Зігмаром Польке у 2009 році
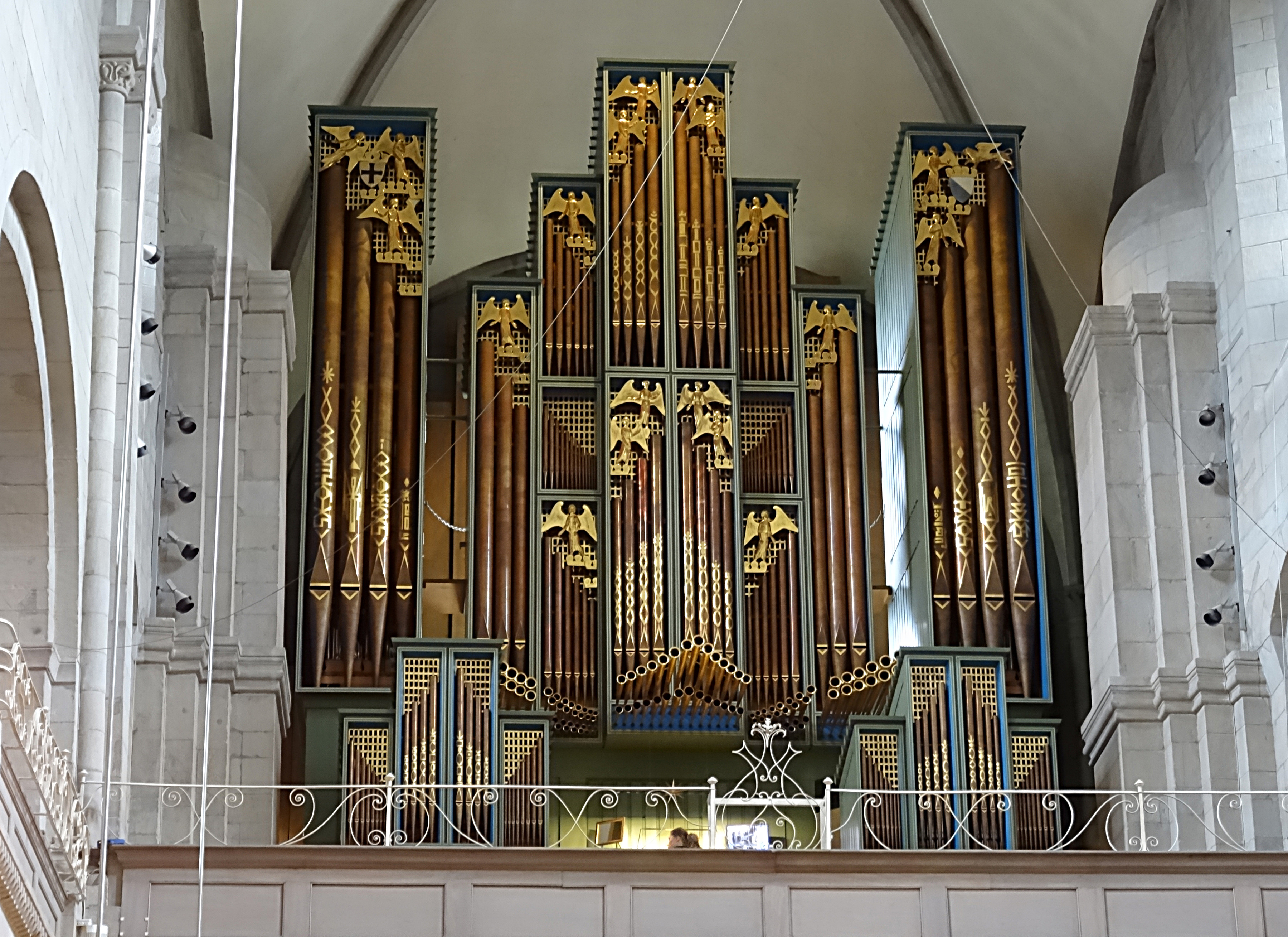
Орган фірми Metzler, виготовлений 1960 року
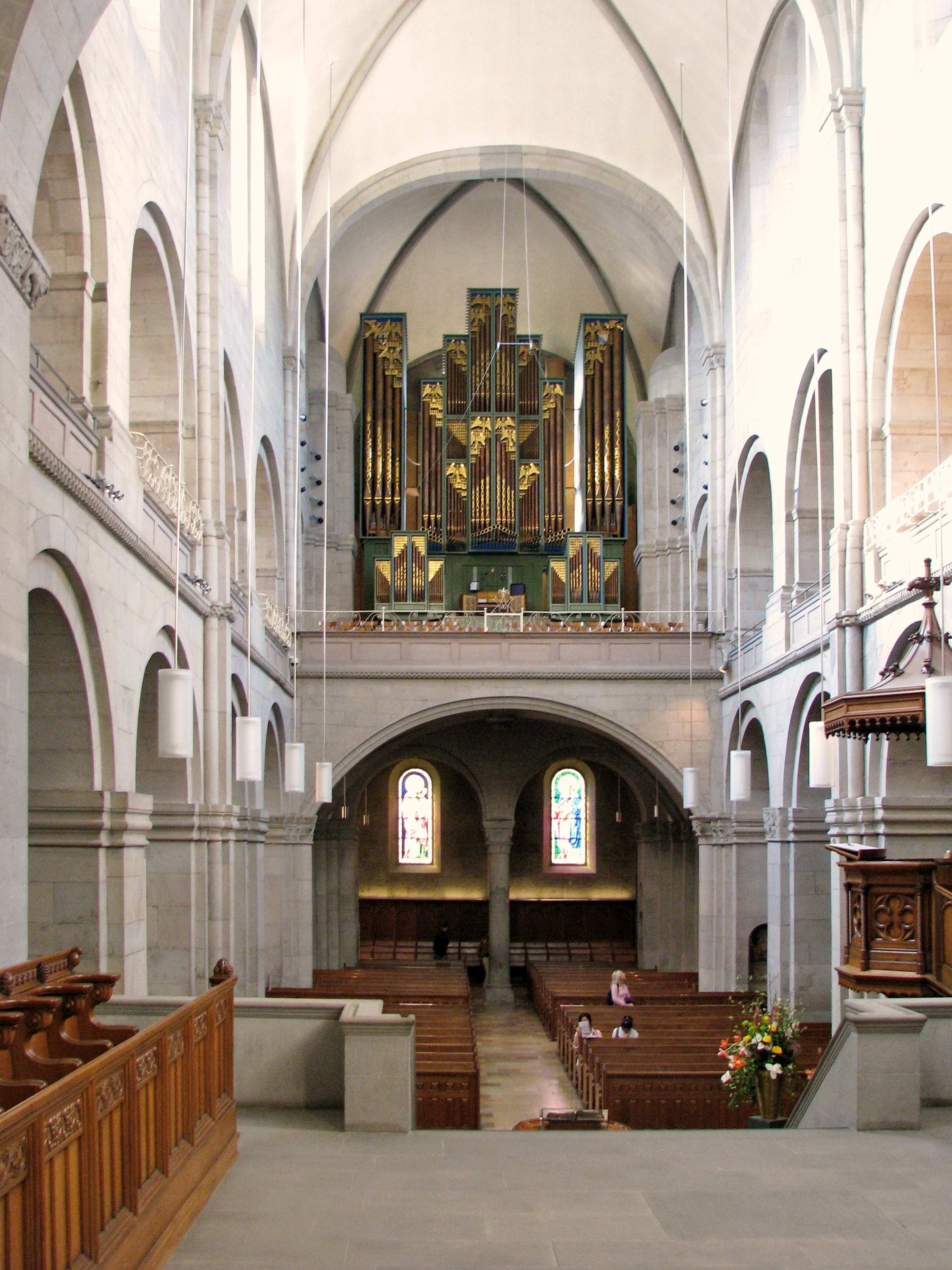
Нава з видом на хор
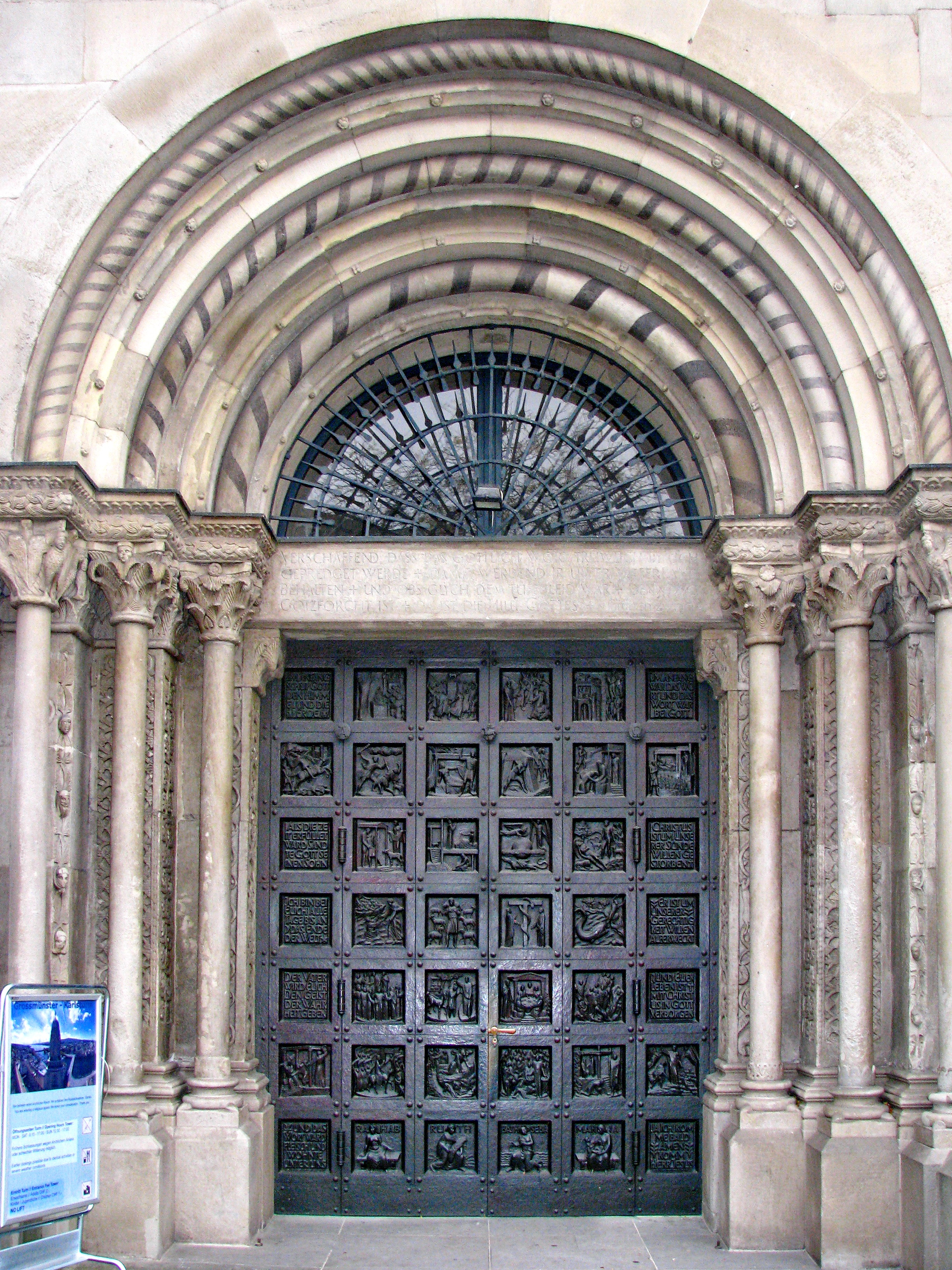
Портал
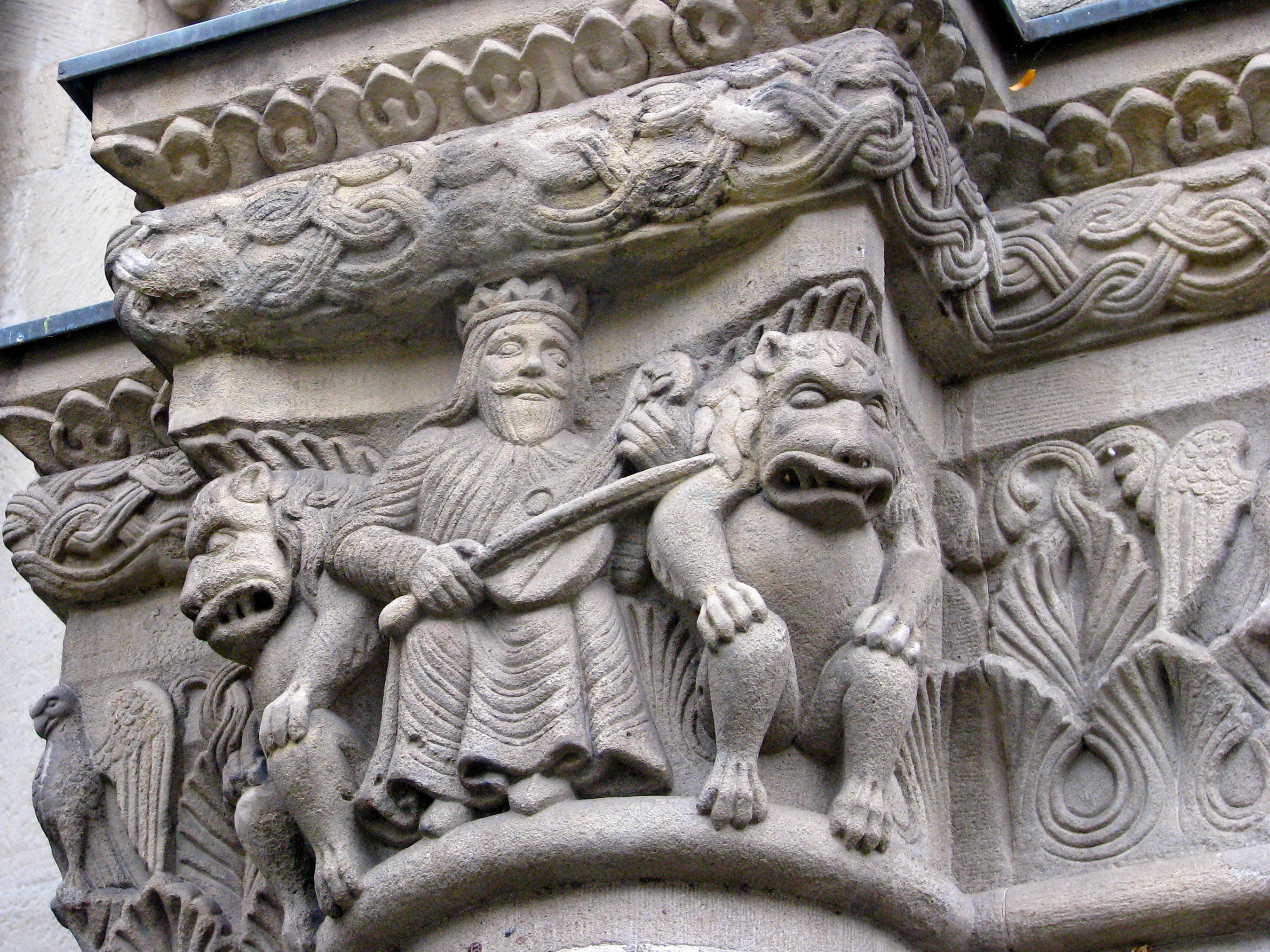
Рельєфи (лівий бік порталу)
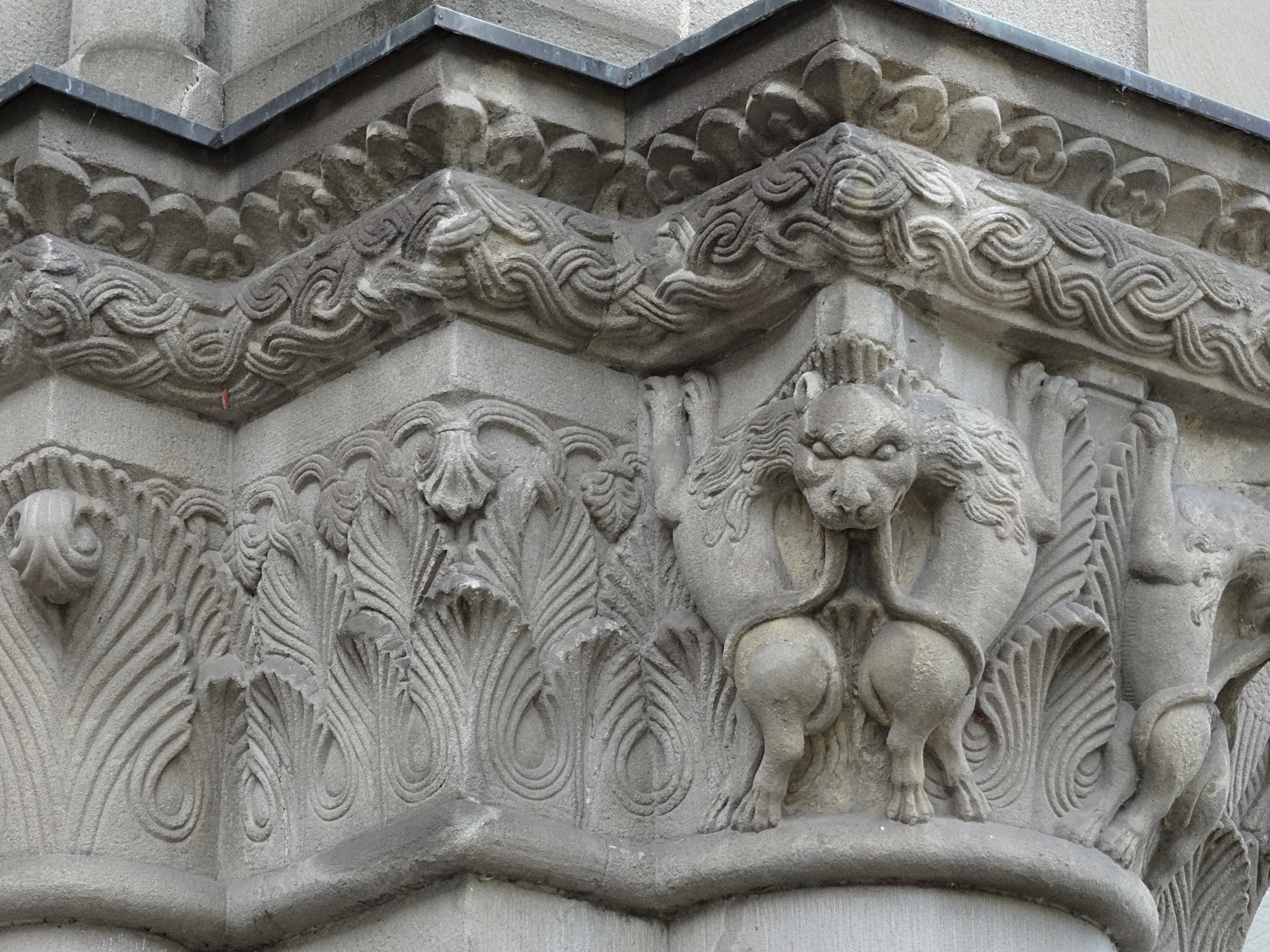
Рельєфи (правий бік порталу)
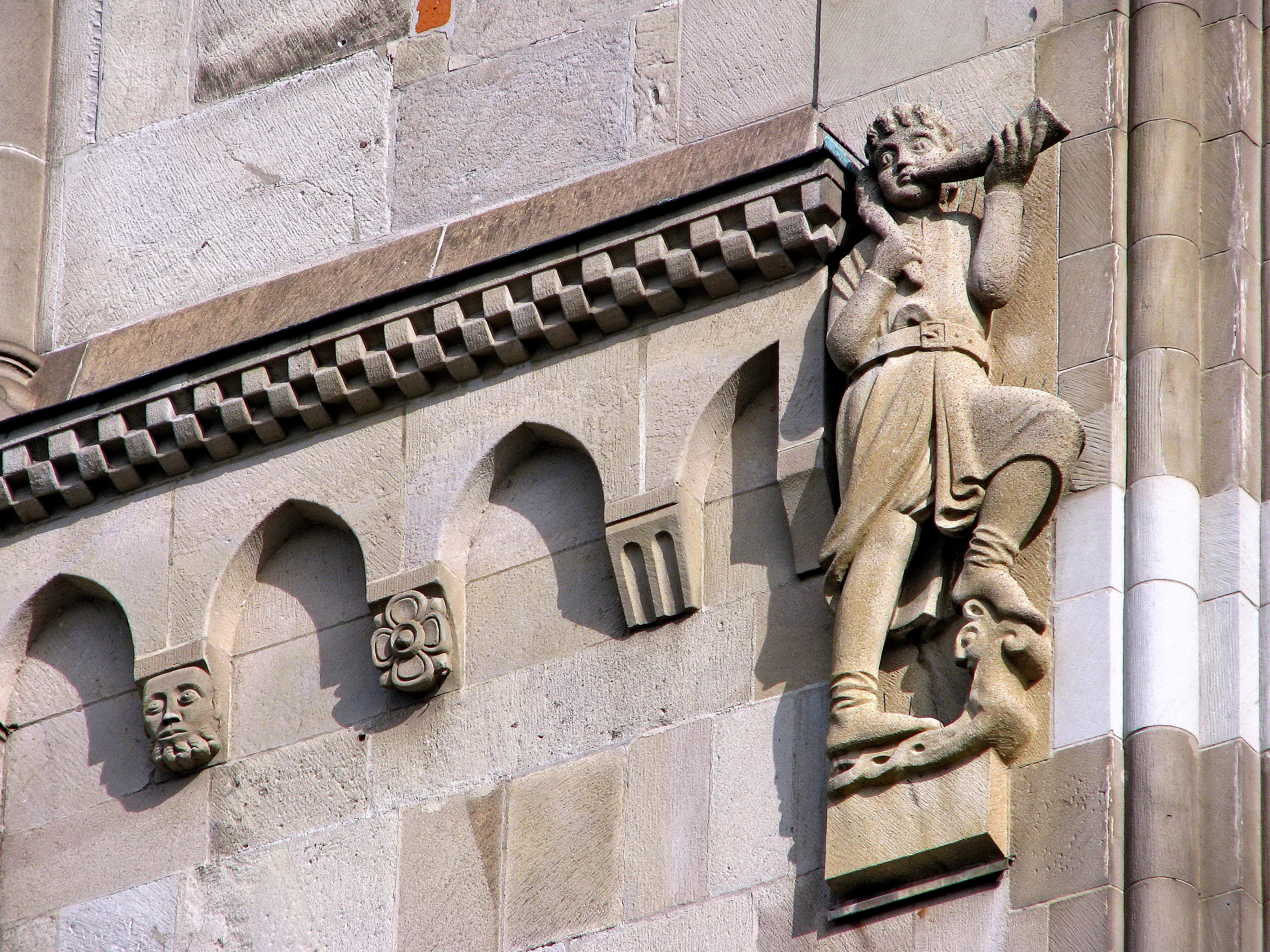
Деталі на північній стіні
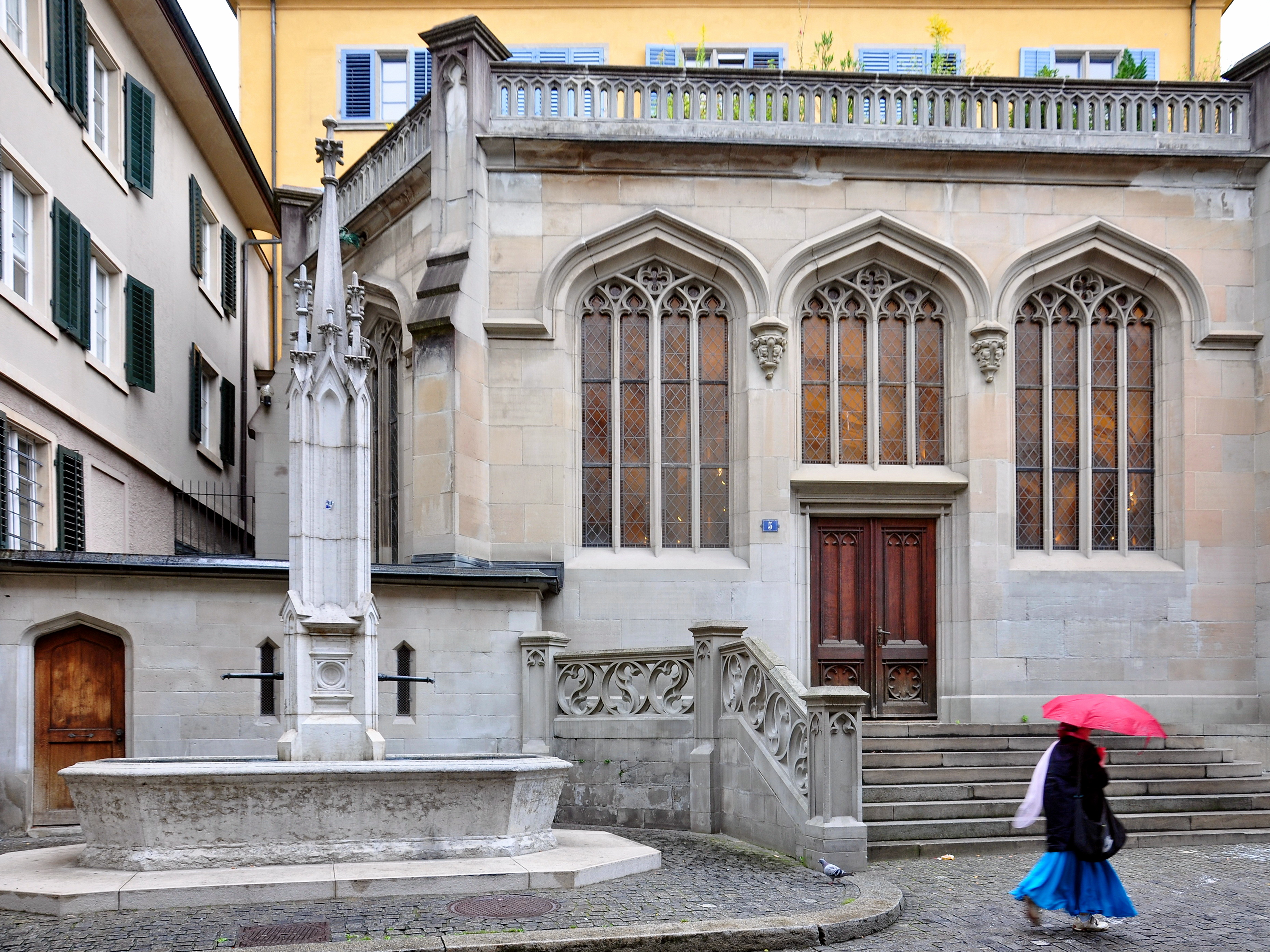
Каплиця, фонтан і так звана будівля «Гельферай»
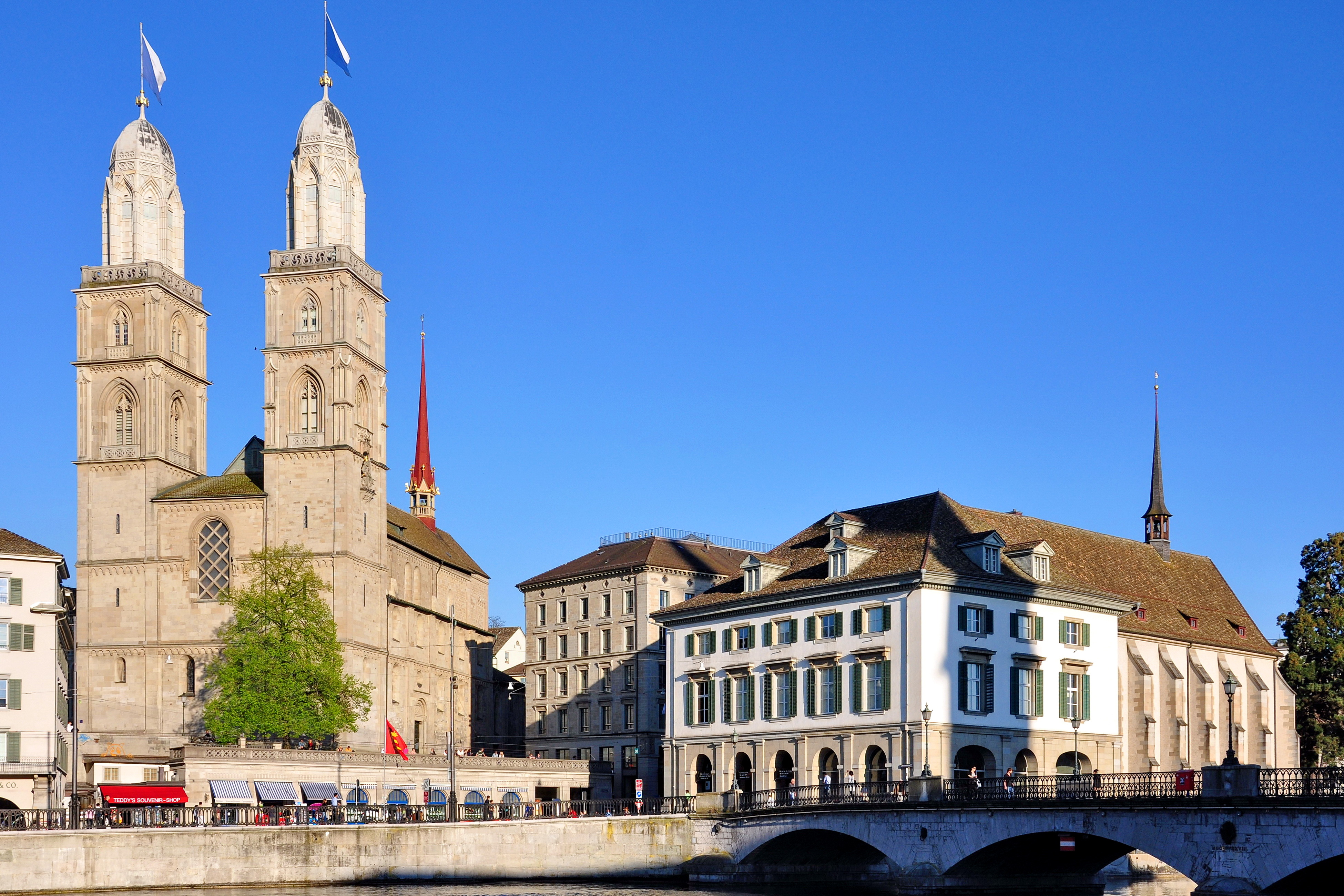
Вежі та Вассеркірхе з видом на Ліммат
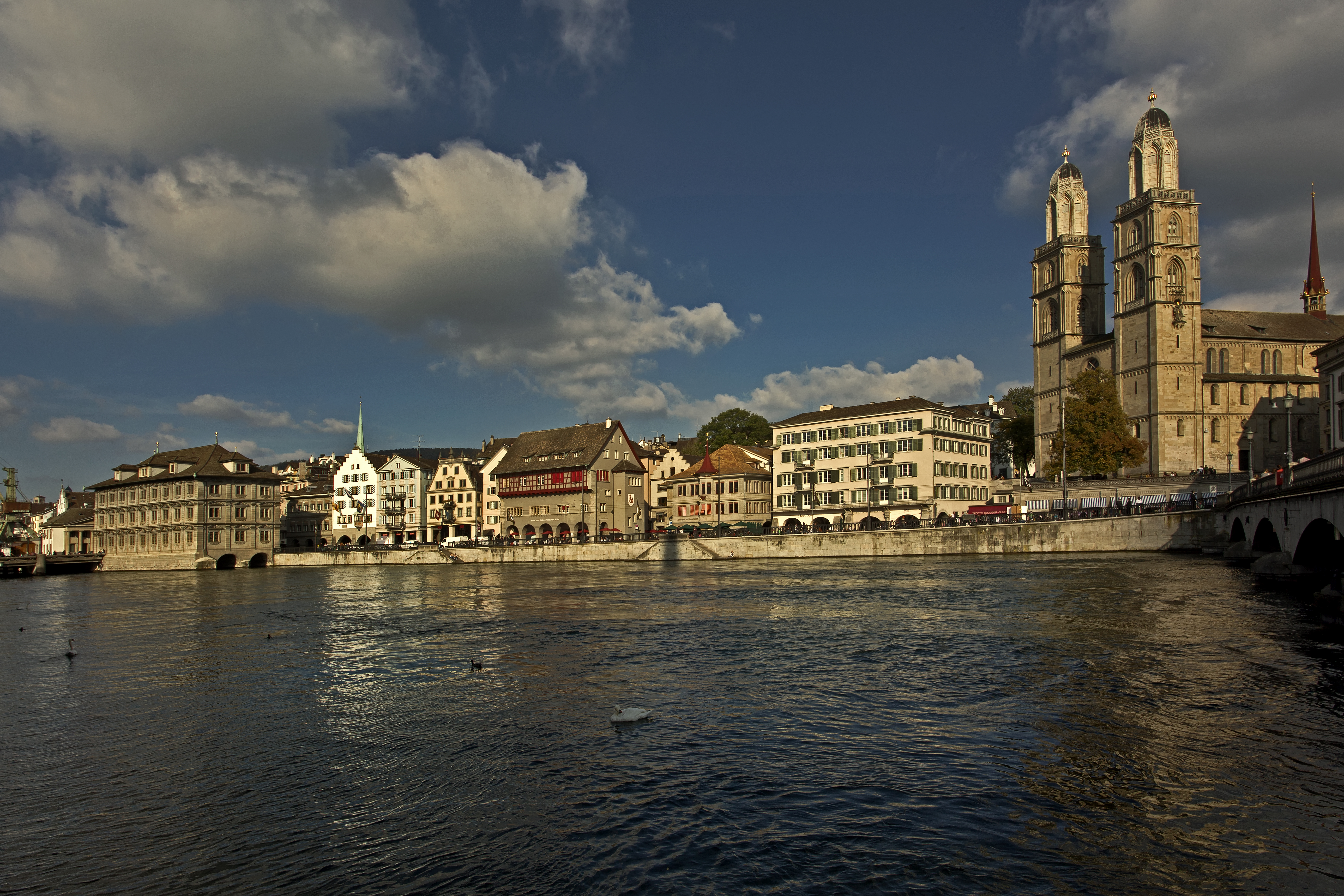
Гроссмюнстер, вид з річки
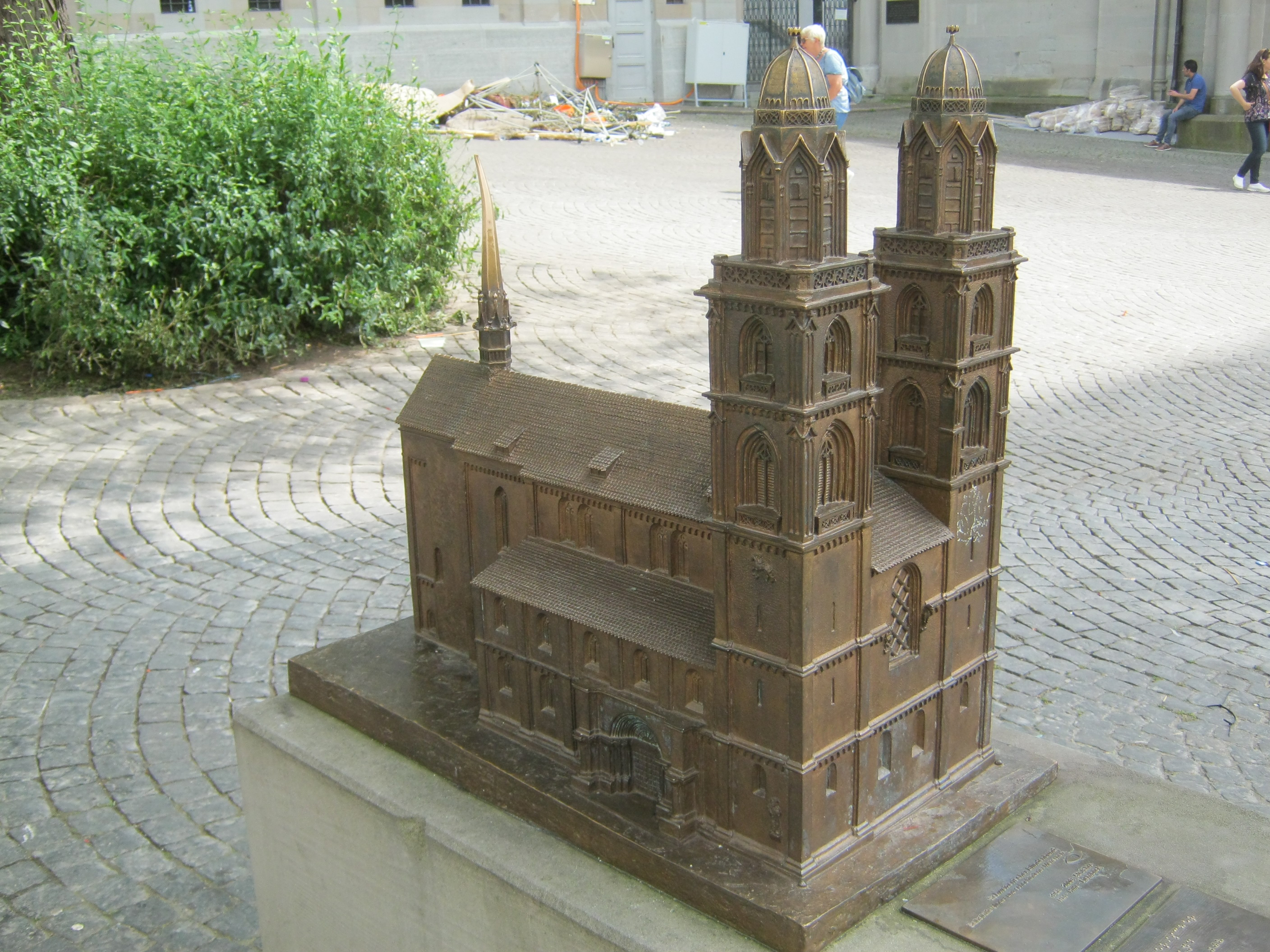
Модель Гроссмюнстера, створена для незрячих